# Supercoppa del Kosovo 2013
La 20ª edizione della Supercoppa del Kosovo si sarebbe dovuta svolgere nell'agosto 2013. Visto che il Prishtina ha trionfato sia in Superliga e Futbollit të Kosovës 2012-2013, sia in coppa nazionale, il trofeo gli è stato assegnato d'ufficio.
Il Prishtina ha conquistato il trofeo per l'ottava volta nella sua storia.